# Римско завоюване на Испания
Римското завоюване на (х)Испания (на испански: Conquista de Hispania) в историографията е периодът от завладяването на Емпорион от римляните в 218 г. пр.н.е. до окончателното завладяване на Пиренейския полуостров от Римската империя в 19 г. пр.н.е., след края на Кантабрийската война.
Най-напред са завладени картагенските територии по средиземноморското крайбрежие на юг и изток по време на Втората пуническа война (218 – 201 пр.н.е.), а след това постепенно контролът обхваща целия полуостров. Римляните основават две провинции Близка Испания (на латински: Hispania Citerior) по крайбрежието и Далечна Испания (на латински: Hispania Ulterior) на юг. След падането на римската република завладяването е завършено от първия римски император Октавиан Август, който анексира целия полуостров.

## Предистория
Коренното население на полуострова е съставено от древните иберийци, които към 600 г. пр.н.е. започват да изграждат свои укрепени населени места, организирани по примера на крайбрежните финикийски и древногръцки колонии. По-големи селищни образувания възникват само в югоизточната част по долината на Бетис (Гуадалкивир), като споменатото от Херодот Тартеско царство (което се разпада около 550 г. пр.н.е.).
Финикийците, а след тях и картагенците започват да посещават Пиренейския полуостров още през 8 и 7 век пр.н.е. Тяхната стопанска дейност се концентрира предимно в южната част на полуострова и на източното крайбрежие на юг от река Ибер (Ебро). Те основават голям брой крайбрежни селища и развиват търговията. Тези бази дават възможност не само за внос и износ на суровини и стоки, но и за разпространение на занаятите и проникване на влияние от страна на по-развитите антични цивилизации от източното Средиземноморие. Външното влияние обаче е много слабо във вътрешността на полуострова, на запад и северозапад, където местното население живее предимно в малки села и са препитава със земеделие и скотовъдство. Централната и западната част на полуострова са заети от келти, заселили се по тези места през VII век пр.н.е., а на северозапад са земите на предшествениците на съвременните баски. Келтските племена влизат в тесен контакт с иберийците на изток, заимствайки от тях много културни черти, като например използването на грънчарско колело, характерния стил на изработване на каменни статуи. Келтиберите започват да изграждат свои градски центрове през II век пр.н.е.
В 6 век пр.н.е. към северната част на Иберийския полуостров започват да проникват гърци от Масалия (днешна Марсилия), първата древногръцка колония в западното Средиземноморие. Те основават в северната част на полуострова град Емпорион, около който се развива мрежа от търговски връзки по източното крайбрежие на Испания, в чиято основа е търговията, а не колонизацията. Въпреки гръцката активност търговията от и за полуострова се доминира от финикийски, а по-късно – в картагенски посредници, които търгуват и с гръцки продукти и суровини, материали, изнесени за препродажба от и за Древна Гърция.
Когато Картаген обсебва търговията в Западното Средиземноморие, започва да разпростира сферата на търговските си интереси и в Сицилия и на Апенинския полуостров, това предизвиква недоволство в Древен Рим, който по това време също набира сила и влияние в региона. Този конфликт е първоначално чисто икономически, а не териториален, понеже властта на Картаген се базира на мощния му флот, с който контролира презморските търговски пътища. Картаген никога не е имал нито желание, нито достатъчно военна мощ да спечели и държи под властта си големи сухоземни площи. Растящите противоречия водят до Първата пуническа война, която не променя статуквото, но поражда смъртна вражда и води до Втората пуническа война, продължила 12 години и донесла победа за Рим на Пиренейския полуостров. Тя започва именно от Испания, където Ханибал е базирал своите и на Картаген военни сили. Преминавайки река Ебро, те започват прословутия поход на Ханибал през Алпите, завършил с поражение в битката при Зама, което решава и съдбата на Картаген. Въпреки победата си Рим среща съпротива сред дивите келти от вътрешността на полуострова и установява пълен контрол едва след две столетия. Всички народи, населявали полуострова към 2 век пр.н.е., са подложени на римска културна асимилация и изчезват от историческата сцена, претопени в морето от латински народи на Римската империя.